# Wierchniaja Tura
Wierchniaja Tura – miasto w Rosji, w obwodzie swierdłowskim. W 2010 roku liczyło 9461 mieszkańców.